# Dokhtar
Dokhtar è un film del 2016 diretto da Reza Mirkarimi.

## Riconoscimenti
- 2016 - Festival di Mosca
  - Giorgio d'Oro